# كاي فيسل
كاي فيسل (بالألمانية: Kai Wessel)‏ هو أستاذ جامعي ومغني ومغني أوبرا وملحن ألماني، ولد في 1964 في هامبورغ في ألمانيا.

## وصلات خارجية
- كاي فيسل على موقع ميوزك برينز (الإنجليزية)
- كاي فيسل على موقع أول ميوزيك (الإنجليزية)
- كاي فيسل على موقع ديسكوغز (الإنجليزية)